# Мэдсен, Вирджиния
Вирджиния Мэдсен (англ. Virginia Madsen; род. 11 сентября 1961, Чикаго, Иллинойс, США) — американская актриса кино, телевидения и озвучивания, продюсер. Номинантка на премии «Оскар», «Золотой глобус» и премию Гильдии киноактёров США за роль в трагикомедийном фильме «На обочине» (2004). Наиболее известна по ролям в фильмах: «Электрические грёзы» (1984), «Дюна» (1984), «Кэндимэн» (1992), «Благодетель» (1997), «Огненная стена» (2006), «Компаньоны» (2006), «Роковое число 23» (2007), «Призраки в Коннектикуте» (2009), «Красная Шапочка» (2011) и «Джой» (2015).
Вирджиния Мэдсен сыграла Кимбл Хукстрейтен в первом сезоне телесериала канала ABC, «Последний кандидат» (2016—2017).

## Ранние годы и образование
Мэдсен родилась в Чикаго, штат Иллинойс. Она является дочерью Элейн Мэдсен (урождённая Мелсон), поэтессы, режиссёра и драматурга, которая часто работала на PBS, и Кельвина Мэдсена, пожарного. Мать Вирджинии Мэдсен оставила работу в PBS, чтобы больше времени уделить литературной деятельности. Её старший брат — известный актёр Майкл Мэдсен. Её дедушка и бабушка по отцовской линии переехали в США из Дании в начале XX века, а у её предков по материнской линии есть ирландские и индейские корни.
Мэдсен является выпускником средней школы «Нью-Триер» в городе Виннетке, штат Иллинойс. После окончания школы Вирджиния училась в актёрской студии Теда Лисса в Чикаго и посещала семинар в театре «Harand Camp Adult Theater» в Элкхэрт-Лейк в Висконсине.

## Карьера

### Кино
Впервые Мэдсен появилась на экране в эпизодической роли Лизы в подростковой комедии «Класс» (1983). Затем она появилась в роли виолончелистки Мэделин в киноленте «Электрические грёзы» (1984), ставшей первым фильмом киностудии «Virgin Films». В том же году она исполнила роль принцессы Ирулан в научно-фантастическом фильме Дэвида Линча «Дюна».

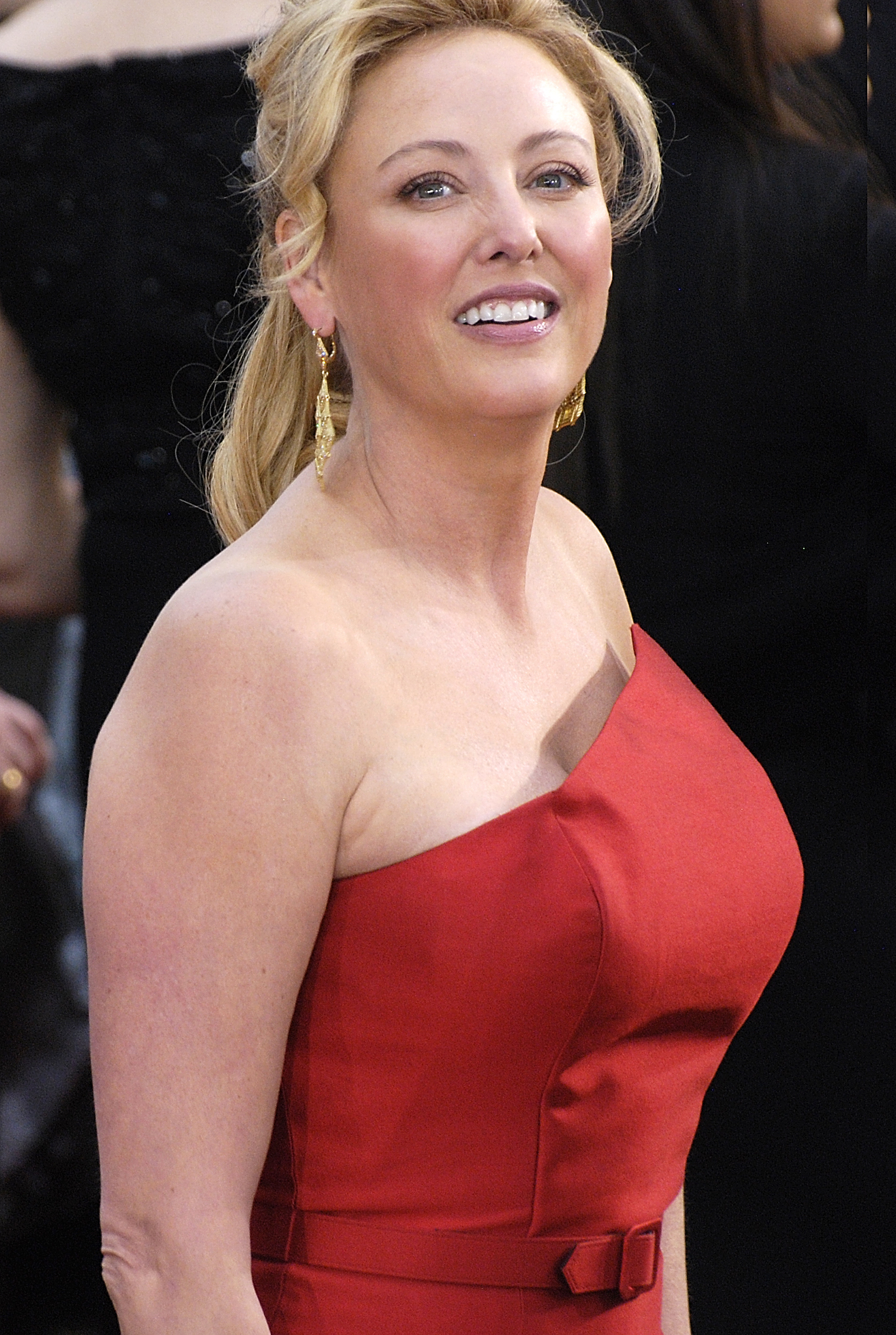
Вирджиния Мэдсен на 77-й церемонии вручения премии «Оскар», 27 февраля 2005 года

Мэдсен приобрела популярность в 1986 году, сыграв роль ученицы католической школы, влюбившейся в сбежавшего из колонии мужчину, в картине «Клин клином» (1986). Как королева красоты Дикси Ли Бокс, она была объектом интереса менеджера бейсбольной лиги Сесила Кантрелла (Уильям Петерсен) в снятом для телевидения фильме «Long Gone». Она появилась как двоюродная сестра главной героини Мэдди Хэйс в последнем сезоне сериала «Детективное агентство „Лунный свет“» (1989).
В 1992 году она сыграла главную роль в фильме ужасов «Кэндимэн». Во время съёмок Вирджинию вводили в состояние гипноза, с тем чтобы в определённых сценах её зрачки оставались расширенными. Режиссёр Бернард Роуз не хотел использовать клише, когда персонаж выражает свой ужас перед злодеем типичным истошным воплем. Однако после нескольких гипнотических сеансов Мэдсен заявила режиссёру, чтобы больше не желает подвергаться гипнозу. В интервью, снятом к выпуску фильма на DVD в 2004 году Вирджиния Мэдсен рассказывает, что были съёмочные дни, которые из-за гипноза она просто не помнит.
Затем последовали две роли женщин-соблазнительниц: Долли Харшо (Dolly Harshaw) в фильме Денниса Хоппера «Игра с огнём» и Энн (Ann) в картине «Ожог третьей степени» с Тритом Уильямсом в главной роли.
В 1999 году она была соведущей финального сезона телевизионного шоу канала CBS «Неразгаданные тайны».
Мэдсен сыграла небольшую, но ключевую роль в драме Фрэнсиса Форда Копполы «Благодетель» с Мэттом Деймоном в главной роли. Кинокритик Роджер Эберт заметил, что у Мэдсен была «сильная сцена» в фильме, в то время как Джеймс Берардинелли отмечал убедительную игру актёров, исполнявших роли второго плана, и в том числе роль свидетеля со стороны истца в исполнении Вирджинии Мэдсен.
Более 20 лет Мэдсен играла в малозначительных фильмах, пока не получила признание критиков и актёров за роль в ленте «На обочине» (2004), которая вывела её в звёздный список Голливуда. За эту роль она получила номинации на «Оскар» и «Золотой глобус». Следующей главной ролью, сыгранной Мэдсен, стала роль жены Джека Стэнфилда (Харрисон Форд) в фильме «Огненная стена» (2006). Позже она появилась в последней картине Роберта Олтмена «Компаньоны», исполнив ключевую роль опасной женщины. Она также снималась вместе с Билли Бобом Торнтоном в фильме «Астронавт Фармер» (в другом переводе — «Фермер, астронавт») и Джимом Керри в фильме «Роковое число 23». Обе картины вышли в прокат 23 февраля 2007 года.
Мэдсен озвучила Ипполиту, королеву амазонок и мать Чудо-женщины, в мультипликационном фильме «Чудо-женщина» (2009).
Вирджиния Мэдсен была членом жюри драматического кино на кинофестивале «Сандэнс» в 2009 году.

### Телевидение
Мэдсен появлялась во многих сериалах, в том числе «Звёздный путь: Вояджер», «C.S.I.: Место преступления Майами», «Лето наших надежд», «Практика» и «Фрейзер». В паре с Рэем Лиоттой сыграла главную женскую роль в сериале «Воры Экстра класса». Она часто появлялась в заключительном сезоне «Детектива Монка».
В 2010 году она получила главную роль в сериале канала ABC, «Мошенники». В 2013 году она заменила Гленн Хидли в роли Пенелопы Гардинер в сериале Lifetime «Ведьмы Ист-Энда».

### Продюсерская деятельность
В 2008 году Мэдсен создала свою собственную продюсерскую компанию «Title IX Prods». Её первым проектом стал документальный фильм «I Know a Woman Like That» (с англ. — «Я знаю подобную женщину»), режиссёром которого выступила мать Вирджинии — Элейн Мэдсен. Фильм повествует о жизни пожилых женщин. По выходе фильма Вирджиния призналась, что на съёмки её вдохновила активная жизненная позиция её матери:
Именно активность и продуктивность моей матери дали мне основание думать, что такой проект удастся. В самом начале, когда замысел только оформился, она сказала: «Я слишком занята. Я еду в Голландию, а потом разъезжаю туда-сюда, да ещё я пишу книгу». Но ведь фильм как раз об этом.
Оригинальный текст (англ.)My mother’s level of activity, of productivity, was exactly why I thought a project like this would work. Originally, when we put the idea together, she had said, “I’m far too busy. I’m going to Holland, and then I’m going here and there and I’m writing my book.” But that’s really what it’s about.
Её второй проект называется «Fighting Gravity». Он рассказывает о невозможности женщин-прыгунов с трамплина добиться признания на Олимпийских играх.

## Личная жизнь
Когда Мэдсен переехала в Голливуд, она была помолвлена с актёром Билли Кэмпбеллом. В 1989 году она вышла замуж за актёра Дэнни Хьюстона, в 1992 году они развелись. У Мэдсен были отношения с актёром Антонио Сабато-младшим, от которого 6 августа 1994 года у неё родился сын Джек-Антонио.
У Мэдсен частичная гетерохромия, которая является генетическим заболеванием. У Мэдсен один глаз зелёный, а другой — наполовину зелёный и наполовину карий, в то время как у её брата, актёра Майкла Мэдсена, такой аномалии нет.

## Избранная фильмография

### Кино
| Год  |    | Русское название             | Оригинальное название            | Роль                         |
| ---- | -- | ---------------------------- | -------------------------------- | ---------------------------- |
| 1983 | ф  | Класс                        | Class                            | Лиза                         |
| 1984 | ф  | Электрические грёзы          | Electric Dreams                  | Мэделин Робистат             |
| 1984 | ф  | Дюна                         | Dune                             | Принцесса Ирулан             |
| 1985 | ф  | Творец                       | Creator                          | Барбара Спенсер              |
| 1986 | ф  | Клин клином                  | Fire with Fire                   | Лиза Тейлор                  |
| 1986 | ф  | Современные девчонки         | Modern Girls                     | Келли                        |
| 1987 | ф  | Танец смерти                 | Slam Dance                       | Иоланда Колдвелл             |
| 1987 | ф  | Школа зомби                  | Zombie High                      | Андреа Миллер                |
| 1988 | ф  | Мистер Норт                  | Mr. North                        | Салли Боффин                 |
| 1988 | ф  | Удачное наследство           | Hot to Trot                      | Эллисон Роу                  |
| 1989 | ф  | Сердце Дикси                 | Heart of Dixie                   | Делия Джун Карри             |
| 1990 | ф  | Игра с огнём                 | The Hot Spot                     | Долли Харшо                  |
| 1991 | ф  | Горец 2: Оживление           | Highlander II: The Quickening    | Луиза Маркус                 |
| 1991 | ф  | Обретая себя                 | Finding Yourself                 | Полер                        |
| 1992 | ф  | Кэндимэн                     | Candyman                         | Хелен Лайл                   |
| 1994 | ф  | Якудза                       | Blue Tiger                       | Джина Хейз                   |
| 1994 | ф  | Кэролайн, свидание в полночь | Caroline at Midnight             | Сьюзан Принц                 |
| 1995 | ф  | Пророчество                  | The Prophecy                     | Кэтрин                       |
| 1996 | ф  | Призраки Миссисипи           | Ghosts of Mississippi            | Дикси Делотер                |
| 1997 | ф  | Благодетель                  | The Rainmaker                    | Джеки Леманчик               |
| 1998 | ф  | Трель соловья                | Ballad of the Nightingale        | Мо Льюис                     |
| 1998 | ф  | Внезапное нападение          | Ambushed                         | Люси Монро                   |
| 1999 | ф  | Флорентин                    | The Florentine                   | Молли                        |
| 1999 | ф  | Призрак дома на холме        | The Haunting                     | Джейн Лэнс                   |
| 2000 | ф  | Кома                         | Lying in Wait                    | Вера Миллер                  |
| 2000 | ф  | После секса                  | After Sex                        | Трейси                       |
| 2001 | ф  | Почти Салинас                | Almost Salinas                   | Клэр                         |
| 2002 | ф  | Американский пистолет        | American Gun                     | Пенни Тиллман                |
| 2003 | ф  | Произведение искусства       | Artworks                         | Эмма Беккер                  |
| 2003 | ф  | Никто не знает ничего        | Nobody Knows Anything!           | Тюремный юрист               |
| 2004 | ф  | На обочине                   | Sideways                         | Майя Рэндалл                 |
| 2005 | мф | Скуби-Ду, где моя мумия?     | Scooby-Doo! in Where’s My Mummy? | Клеопатра                    |
| 2006 | ф  | Огненная стена               | Firewall                         | Бэт Стэнфилд                 |
| 2006 | ф  | Астронавт Фармер             | The Astronaut Farmer             | Одри Фармер                  |
| 2006 | ф  | Компаньоны                   | A Prairie Home Companion         | опасная женщина              |
| 2007 | ф  | Роковое число 23             | The Number 23                    | Агата Спэрроу / Фабриция     |
| 2007 | ф  | Волновой эффект              | Ripple Effect                    | Шерри                        |
| 2008 | ф  | В одно ухо влетело           | Diminished Capacity              | Шарлотта                     |
| 2009 | мф | Чудо-женщина                 | Wonder Woman                     | Ипполита                     |
| 2009 | ф  | Призраки в Коннектикуте      | The Haunting in Connecticut      | Сара Кембелл                 |
| 2010 | ф  | Гениальный папа              | Father of Invention              | Лоррейн Кинг                 |
| 2011 | ф  | Красная Шапочка              | Red Riding Hood                  | Сьюзетт                      |
| 2012 | ф  | Третий акт                   | The Magic of Belle Isle          | Шарлотта О’Нил               |
| 2013 | ф  | Искусство любви              | The Last Keepers                 | Эбигейл Карвер               |
| 2013 | ф  | Приливы                      | The Hot Flashes                  | Клементин Винкс              |
| 2013 | ф  | Сумасшедший вид любви        | Crazy Kind of Love               | Огаста Айрис                 |
| 2013 | ф  | Джейк в квадрате             | Jake Squared                     | Бет                          |
| 2014 | ф  | Дикая местность Джеймса      | The Wilderness of James          | Эбигейл Кроу                 |
| 2015 | ф  | Уолтер                       | Walter                           | Карен Бенджамин              |
| 2015 | ф  | Восставшие мертвецы          | Dead Rising                      | Мэгги                        |
| 2015 | ф  | Похороны Бодхи               | Burning Bodhi                    | Наоми                        |
| 2015 | ф  | Джой                         | Joy                              | Терри Мангано                |
| 2016 | ф  | Сожги свои карты             | Burn Your Maps                   | Виктория                     |
| 2016 | ф  | Смотри по сторонам           | Better Watch Out                 | Деандра Лернер               |
| 2017 | ф  | Перемены в сердце            | A Change of Heart                | Дина                         |
| 2018 | ф  | 1985                         | 1985                             | Эйлин Лестер                 |
| 2019 | ф  | Её запах                     | Her Smell                        | Аня Адамчик                  |
| 2020 | ф  | Подарки с неба               | Operation Christmas Drop         | конгрессвумен Энджи Брэдфорд |
| 2021 | ф  | Зловещий свет                | Prey for the Devil               | доктор Питерс                |
| 2023 | ф  | Один день в шкуре льва       | One Day as a Lion                | Валери Бриски                |
| 2023 | ф  | Портрет                      | The Portrait                     | Мэгс                         |
| 2024 | ф  | Лола                         | Lola                             | Мона                         |

### Телевидение
| Год       |     | Русское название                         | Оригинальное название                        | Роль                 |
| --------- | --- | ---------------------------------------- | -------------------------------------------- | -------------------- |
| 1984      | с   | Американский театр                       | American Playhouse                           | Лу Эллен             |
| 1985      | мтф | Муссолини                                | Mussolini: The Untold Story                  | Клара Петаччи        |
| 1987      | тф  | Долгий путь                              | Long Gone                                    | Дикси Ли Бокс        |
| 1988      | тф  | Готам                                    | Gotham                                       | Рэйчел Карлайл       |
| 1989      | тф  | Ожог третьей степени                     | Third Degree Burn                            | Энн Шоулз            |
| 1989      | с   | Детективное агентство «Лунный свет»      | Moonlighting                                 | Энни Чарнок          |
| 1991      | тф  | Жертва любви                             | Victim of Love                               | Карла Симмонс        |
| 1991      | тф  | Броненосцы                               | Ironclads                                    | Бетти Стюарт         |
| 1991      | тф  | Любовь убивает                           | Love Kills                                   | Ребекка Бишоп        |
| 1992      | тф  | Дело об убийстве: История Кэролин Уормус | A Murderous Affair: The Carolyn Warmus Story | Кэролин Уормус       |
| 1993      | тф  | Линда                                    | Linda                                        | Линда Каули          |
| 1997      | тф  | Страж апокалипсиса                       | The Apocalypse Watch                         | Карин Де Фриз        |
| 1998      | с   | Звёздный путь: Вояджер                   | Star Trek: Voyager                           | Келлин               |
| 1998      | с   | Фрейзер                                  | Frasier                                      | Кассандра Стоун      |
| 2001      | тф  | Под перекрёстным огнём                   | Crossfire Trail                              | Энн Родни            |
| 2001      | тф  | Просто спросите моих детей               | Just Ask My Children                         | Бренда Ниффен        |
| 2001      | с   | Практика                                 | The Practice                                 | Марша Эллисон        |
| 2002      | мс  | Лига Справедливости                      | Justice League                               | доктор Сара Корвин   |
| 2002—2003 | с   | Американские мечты                       | American Dreams                              | Ребекка Сэндстром    |
| 2003      | тф  | Соблазнённая                             | Tempted                                      | Эмма Бёрк            |
| 2003      | с   | Лето наших надежд                        | Dawson’s Creek                               | Мэдди Аллен          |
| 2003      | с   | C.S.I.: Место преступления Майами        | CSI: Miami                                   | Криста Уокер         |
| 2003      | мс  | Человек-паук                             | Spider-Man: The New Animated Series          | Серебряный Соболь    |
| 2003      | с   | Бумтаун                                  | Boomtown                                     | Эрика Эшленд         |
| 2004      | тф  | Смелая новая девушка                     | Brave New Girl                               | Ванда Ловелл         |
| 2005      | мс  | Юные титаны                              | Teen Titans                                  | Арелла               |
| 2006—2007 | с   | Воры Экстра класса                       | Smith                                        | Хоуп Стивенс         |
| 2009      | с   | Детектив Монк                            | Monk                                         | Т. К. Дженсен        |
| 2010      | с   | Мошенники                                | Scoundrels                                   | Шерил Уэст           |
| 2011      | с   | Событие                                  | The Event                                    | Кэтрин Льюис         |
| 2012      | с   | Ад на колёсах                            | Hell on Wheels                               | госпожа Ханна Дюрант |
| 2013      | тф  | Анна Николь                              | The Anna Nicole Story                        | Вирхия Артур         |
| 2013—2014 | с   | Ведьмы Ист-Энда                          | Witches of East End                          | Пенелопа Гардинер    |
| 2015      | тф  | Американские девушки                     | Grace Stirs Up Success                       | Карен Томас          |
| 2015      | тф  | Потерянный мальчик                       | Lost Boy                                     | Лаура Харрис         |
| 2015      | с   | Закон и порядок: Специальный корпус      | Law & Order: Special Victims Unit            | Бет Энн Роллинс      |
| 2016      | с   | Элементарно                              | Elementary                                   | Пейдж Коуэн          |
| 2016      | с   | Американская готика                      | American Gothic                              | Мэделин Хамптон      |
| 2016—2017 | с   | Последний кандидат                       | Designated Survivor                          | Кимбл Хукстрейтен    |
| 2017      | мс  | Вольтрон: Легендарный защитник           | Voltron: Legendary Defender                  | командир Хира        |
| 2019      | с   | Болотная тварь                           | Swamp Thing                                  | Мария Сандерленд     |

## Продюсер
- 2007 — «Волновой эффект»
- 2009 — «Я знаю женщину подобно поезду»
- 2010 — «Борьба с тяжестью»

## Награды и номинации
Полный список наград и номинаций на сайте IMDb.com.
| Год  | Работа     | Награда                                                                  | Результат |
| ---- | ---------- | ------------------------------------------------------------------------ | --------- |
| 1992 | Кэндимэн   | Премия «Сатурн» лучшей киноактрисе                                       | Победа    |
| 2004 | На обочине | «Премия общества кинокритиков Бостона» за лучший актёрский состав        | Победа    |
| 2004 | На обочине | «Премия ассоциации кинокритиков Чикаго» за лучшую женскую роль           | Победа    |
| 2004 | На обочине | Премия «Critics' Choice Movie Awards» за лучший актёрский состав         | Победа    |
| 2004 | На обочине | Премия «Critics' Choice Movie Awards» за лучшую женскую роль             | Победа    |
| 2004 | На обочине | «Премия ассоциации кинокритиков Далласа» за лучшую женскую роль          | Победа    |
| 2004 | На обочине | Премия «Независимый дух» за лучшую женскую роль второго плана            | Победа    |
| 2004 | На обочине | «Премия ассоциации кинокритиков Айовы» за лучшую женскую роль            | Победа    |
| 2004 | На обочине | «Премия ассоциации кинокритиков Лос-Анджелеса» за лучшую женскую роль    | Победа    |
| 2004 | На обочине | «Премия Национального общества кинокритиков США» за лучшую женскую роль  | Победа    |
| 2004 | На обочине | «Премия Нью-Йоркского кружка кинокритиков» за лучшую женскую роль        | Победа    |
| 2004 | На обочине | «Премия онлайн-кинокритиков Нью-Йорка» за лучшую женскую роль            | Победа    |
| 2004 | На обочине | «Премия общества кинокритиков Феникса» за лучший актёрский состав        | Победа    |
| 2004 | На обочине | «Премия общества кинокритиков Сан-Франциско» за лучшую женскую роль      | Победа    |
| 2004 | На обочине | Премия «Спутник» за лучший актёрский состав — Кинофильм                  | Победа    |
| 2004 | На обочине | Премия Гильдии киноактёров США за лучший актёрский состав в игровом кино | Победа    |
| 2004 | На обочине | «Премия ассоциации кинокритиков Сиэтла» за лучшую женскую роль           | Победа    |
| 2004 | На обочине | «Премия ассоциации кинокритиков Юго-Востока» за лучшую женскую роль      | Победа    |
| 2004 | На обочине | «Премия ассоциации кинокритиков Торонто» за лучшую женскую роль          | Победа    |
| 2004 | На обочине | «Премия ассоциации кинокритиков Ванкувера» за лучшую женскую роль        | Победа    |
| 2004 | На обочине | Премия «Оскар» за лучшую женскую роль второго плана                      | Номинация |
| 2004 | На обочине | Премия «Золотой глобус» за лучшую женскую роль второго плана — Кинофильм | Номинация |
| 2004 | На обочине | «Премия общества онлайн-кинокритиков» за лучшую женскую роль             | Номинация |
| 2004 | На обочине | Премия «Спутник» за лучшую женскую роль второго плана — кинофильм        | Номинация |
| 2004 | На обочине | Премия Гильдии киноактёров США за лучшую женскую роль второго плана      | Номинация |
| 2004 | На обочине | «Премия ассоциации кинокритиков Вашингтона» за лучшую женскую роль       | Номинация |
| 2006 | Компаньоны | Премия «Critics' Choice Movie Awards» за лучший актёрский состав         | Номинация |
| 2006 | Компаньоны | Премия «Готэм» за лучший актёрский ансамбль                              | Номинация |